# یک در هزار (فیلم ۲۰۱۰)
یک در هزار (به تامیلی: Aayirathil Oruvan) و (به انگلیسی: One in a Thousand) فیلمی هندی محصول سال ۲۰۱۰ و به کارگردانی سلواراغوان است. در این فیلم بازیگرانی همچون کارتی، ریما سن، آندریا جرمیا و آر. پارتیبان ایفای نقش کرده‌اند.